# Li Shaohong
Li Shaohong (xinès simplificat: 李少红; Suzhou, 1955) és una productora i directora de cinema i televisió xinesa. Inclosa en la nomenada Cinquena Generació de directors de cinema de la Xina, és pionera en la producció televisiva, especialment de sèries de caràcter històric. A assolit un gran ressò a nivell internacional amb nombrosos premis en festivals de cinema i televisió.

## Biografia
Li Shaohong va néixer el 17 de juliol de 1955 a Suzhou, província de Jiangsu (Xina). El 1969 amb només 14 anys es va allistar a l'exèrcit el 1969 i el 1978 va ingressar a l'Acadèmia de Cinema de Pequín. Durant la Revolució Cultural va treballar l'Hospital Militar de Nanjing i el 1978 un cop van tornar a obrir les universitats va entrar a l'Acadèmia de Cinema de Beijing, on va coincidir amb altres futurs directors com Chen Kaige, i Zhang Yimou.
Entre el 1983 i el 1984,va ser ajudant de direcció en tres pel·lícules,entre elles "Bao, father and son" (包氏父) i "A legacy" (清水湾，淡水湾), dirigida per Xie Tieli.
Va dirigir la seva primera pel·lícula el 1988:" 银蛇谋杀案 (The Case of the Silver Snake). La seva segona pel·lícula,血色清晨 (Bloody Morning), estrenada l'any 1992, va guanyar el Gran Premi al Festival dels Tres Continents de Nantes. La pel·lícula és un drama on la víctima és la mestra d'un poble molt pobre del nord de la Xina, i en el seu moment s'anuncia com una adaptació de la novel·la de García Márquez,"Crónica de una muerte anunciada".
La seva tercera pel·lícula, 四十不惑 (Family Portrait)), estrenada el 1993, va guanyar el premi del jurat al Festival Internacional de Cinema de Locarno.
El 1995 va estrenar 红粉 (Blush),una adaptació d'un relat de Su Tong. Tracta del tema de la prostitució a la República popular de la Xina, produïda per Bejing Film Studio, amb fotografia del marit de Li, Zeng Nianping, Va guanyar l'Os de Plata en el 45è Festival Internacional de Cinema de Berlín. i va ser una de les pel·lícules participants en la Mostra Internacional de Films de dones de Barcelona.
El 2004 amb 恋爱中的宝贝 (Baober in Love) inicia un punt d'inflexió en la seva carrera, per apropar-se al realisme màgic, intentant retratar la imatge d'un món que canvia tan ràpidament que tot sembla estar a trossos. En una entrevista explica el procés de gestació del film :
"Vaig tenir la idea de Baober in Love fa molts anys, després vaig treballar amb dos escriptors per fer-ho realitat", vaig lluitar durant anys sobre com transmetre la sensació que el món en què vivim està canviant tan ràpid, que les coses estan trencades i com estem lluitant per adaptar-nos a aquest moment.. A mesura que avancem ràpidament cap al desenvolupament, també hauríem de tenir cura de l'esperit del nostre món. Això és el que vull expressar en aquesta pel·lícula". En el camp de la televisió, el 1998 va dirigir 大明宮詞 " Palace of Desire", sèrie de televisió, basada en la història de la Princesa Taiping de la Dinastia Tang, protagonitzada entre altres per Zhou Xun.
El 2005, per 生死劫 (Stolen Life ) va rebre el premi Faisà d'Or a la millor pel·lícula del Festival Internacional de Cinema de Kerala.
Una altra producció televisiva important va ser "The Dream of Red Mansions" l'adaptació, del gran clàssic del segle xviii, "El somni del pavelló vermell" (红楼梦 Hónglóu mèng), atribuïda a Cao Xueqin. La sèrie havia de ser dirigida inicialment per Hu Mei, però per decisió del principal inversor, Central Motion Pictures, va decidir que fos dirigida per Li. La sèrie amb un total de cinquanta capítols va comptar amb un gran pressupost (118 milions de iuans) però va rebre moltes crítiques.especialment pel tractament dels personatges.
Li Shaohong té la seva pròpia companyia de producció. És directora i productora alhora. Va signar contractes amb bones actrius i actors que apareixen sovint a les seves pel·lícules i sèries de televisió, com es el cas de l'actriu Zhou Xun.

## Filmografia destacada
| Any  | Títol anglès                                   | Títol xinès       |
| 1988 | The Case of the Silver Snake                   | 银蛇谋杀案        |
| 1990 | Bloody Morning                                 | 血色清晨          |
| 1992 | Family Portrait                                | 四十不惑          |
| 1995 | Blush                                          | 红粉              |
| 1997 | The Red Suit                                   | 红西服            |
| 1998 | Palace of Desire (sèrie de televisió)          | 大明宮詞          |
| 2001 | The Orange is Red (sèrie de televisió)         | 橘子紅了          |
| 2004 | Baober in Love                                 | 恋爱中的宝贝      |
| 2005 | Stolen Life                                    | 生死劫            |
| 2006 | The Door                                       | 门                |
| 2010 | The Dream of Red Mansions (sèrie de televisió) | 红楼梦            |
| 2011 | Beginning of the Great Revival                 | 建党伟业          |
| 2019 | Poetry of the Song Dynasty                     | 大宋宫词          |
| 2019 | A City Called Macau                            | 妈阁是座城        |
| 2020 | Unbending Will (sèrie televisió)               | 石头开花          |
| 2021 | Hero ,Palace of Devotion                       | 世间有她 大宋宫词 |